# Cardistry

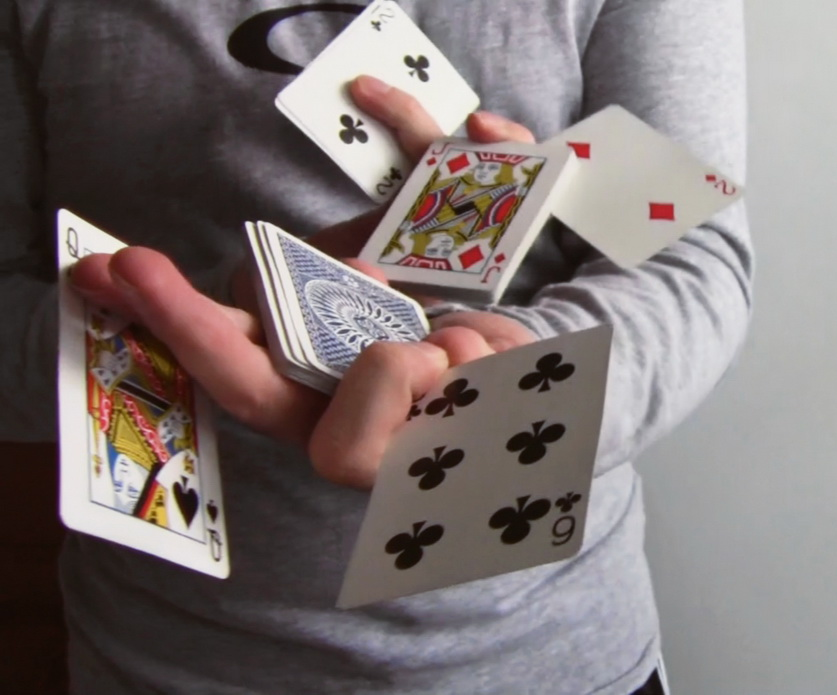

Cardistry is een kunstvorm die wordt uitgevoerd met een set speelkaarten. De term is een samenvoeging van "kaart" en "kunstenaarschap". In tegenstelling tot kaartmagie, is het kaartspel bedoeld om visueel indrukwekkend te zijn en lijkt het erg moeilijk om uit te voeren. Mensen die zich bezighouden met cardistry zijn meestal bekend als "cardists".

## Geschiedenis
Het op artistieke wijze spelen met kaarten werd populair rond de 19e eeuw. In die tijd werden eenvoudige kaartblokken -zoals de Charlier Cut, Riffle Shuffle en Thumb Fan- vaak uitgevoerd door goochelaars als een manier om handigheid te tonen. Cardistry is een combinatie van 'kaart' en 'artisticiteit'. Het gaat om het gebruik van handen om door het gebruik van speelkaarten cuts, displays, fans, patronen en sequenties te creëren. Verschillende armen, sneden, shuffles en veren kunnen worden gebruikt. De bedoeling is om een boeiende beweging en prachtige weergave te creëren. De effecten worden alleen beperkt door de soorten kaarten die worden gebruikt, de verbeeldingskracht en de mate van handigheid van de uitvoerder. De presentatie is meestal niet "illusionair", noch ogenschijnlijk "magisch"; het is eerder meer jongleren, mimespannen of soortgelijke amusante activiteiten.
De Amerikaanse goochelaar Chris Kenner publiceerde in 1992 "Totally Out of Control", een instructieboek over goocheltrucs met huishoudelijke voorwerpen. Op pagina 125 was een tweehandige beweging die hij "The Five Faces of Sybil" noemde. Gebruikmakend van alle vingers, geeft het eindgezicht van Sybil vijf verschillende kaarten weer. Kenner verwees in zijn boek naar Sybil als "een snelle bloei om behendigheid en behendigheid aan te tonen". De handeling werd de meest opvallende creatie van Totally Out of Control en zou uiteindelijk de kern vormen van wat nu bekend staat als cardistry. Kevin Pang van het tijdschrift Vanity Fair merkte op dat "elke cardist Sybil behendig kan uitvoeren zoals gitaristen een blues-progressie kunnen doormaken".
De in Los Angeles gevestigde goochelaar Brian Tudor bracht in 1997 een educatieve videoband uit met de naam Show Off, inclusief talloze variaties op Sybil. De band werd goed ontvangen door critici en resulteerde in een groeiende aandacht voor kaarten als een performance en een manier van kunst maken. Sybil-enthousiastelingen en tweelingbroers Dan en Dave brachten in 2001 plakbordanimaties uit, een andere videoband die geavanceerde handelingen liet zien. Het verkocht honderden exemplaren en werd in hetzelfde jaar kritisch geprezen in een Genii-tijdschriftrecensie. In 2004 bracht de tweeling de instructie-dvd The Dan en Dave System uit, die de geavanceerde kunstvorm met speelkaarten officieel onderscheidde van magie en goochelen. Drie jaar later, in 2007, bracht Dan en Dave The Trilogy uit, een dvd-set van drie dvd's. Met een prijs van 85 dollar is The Trilogy de best verkopende cardistry-uitgave aller tijden na de verkoop van meer dan 25.000 exemplaren. Vrijwel elke cardist noemt het Systeem of de Trilogie als bron van hun inspiratie.

## Cardistry-Con
Cardistry-Con, ook wel CC genoemd, is een interactieve conferentie rond de kunst van het kaartspel, waar cardists van over de hele wereld bij elkaar komen en samen de onbegrensde mogelijkheden de kunstvorm met speelkaarten kunnen verzamelen en verkennen. Het evenement bevordert het kaartspel in een bemoedigende omgeving die geschikt is voor iedereen die gepassioneerd is door de kunst. De "beta" Cardistry-Con vond plaats in 2014 als een subsectie van Dan & Dave's Magic Con. In 2015 werd Magic Con opgeheven en nam een officiële Cardistry Con plaats. Het 2015 CC vond plaats in Brooklyn, New York. Met de tweede jaarlijkse Cardistry-Con in Berlijn, Duitsland 2016, werd het Cardistry-Con Championship (CCC) geboren, waardoor cardists konden concurreren in een competitieve showcase van vaardigheden. De twee finalisten zullen naar het evenement worden gevlogen en hun video's worden live vertoond. De derde jaarlijkse Cardistry-Con vond plaats in Los Angeles, Californië 2017.

## Cardistry in Nederland
Cardistry is in toenemende mate populair aan het worden in Nederland. Groepen jongeren ontmoeten elkaar op plekken op gezamenlijk te 'jammen' wat wil zeggen dat ze in groepsverband elkaar de nieuwste kunstvormen laten zien die ze, al dan niet zelf, hebben ontwikkeld met hun kaarten. Op YouTube zijn duizenden filmpjes te vinden waarin cardists elkaar uitleggen hoe je de juiste flourishes maakt. Het aantal cardists is Nederland is sterk groeiend in aantal.

## Speelkaarten
Naast de uitvoering geven aan de kunstvorm door de meest ingewikkelde handelingen uit te voeren, is het spel kaarten waarmee gewerkt wordt van belang. Er is een markt ontstaan voor de juiste kaartspellen. Over de hele wereld en ook in Nederland neemt het aantal verzamelaars in aantal toe. Er is een levendige handel ontstaan in de aan- en verkoop van kaartspellen.
De eerste Nederlandse cardistgroep ontstond in 2012. Het officiële eerste pak Nederlandse Cardistry speelkaarten werd in 2017 door Casper van Geet, een student uit Amersfoort, onder de naam Diamon Playing Cards op de markt gebracht. Het eerste Nederlandse cardist kaartspel werd aangeboden via een internationale crowdfundingsite en haalde binnen een week voldoende geld binnen om in productie te worden genomen. De kaarten van Casper van Geet werden in oktober 2017 wereldwijd verstuurd.